# Islamic International Arab Bank
Islamic International Arab Bank (البنك العربي الإسلامي الدولي) est une banque commerciale jordanienne spécialisée dans la finance islamique, soit la commercialisation de produits financiers respectueux de la charia pour répondre à la demande croissante de services et produits bancaires islamiques dans les pays arabes et islamiques. 
Créée en 1997, l'Islamic International Arab Bank a commencé ses opérations bancaires le 9 février 1998,. 
En 2009, l'assemblée générale de la banque décide d'augmenter son  capital social pour passer de 73 millions de JD à 86,5 millions de JD,.